# 中古威爾斯語
中古威爾斯語（Cymraeg Canol）指12世紀至14世紀之間的威爾斯語。此語言在威爾斯的中世紀民間故事集馬比諾吉昂手稿中完整地保留下來，儘管故事本身可追溯至更早的年代；除此之外，中古威爾斯語也是威爾斯法手稿中所使用的語言。即使需要一點額外的學習，中古威爾斯語對於現代的威爾斯語使用者來說還是種可理解的語言。
中古威爾斯語在語音方面和現代威爾斯語僅有些許不同 (Evans 1964)。字母 "u" 在現代威爾斯語北方及南方方言中分別代表 /ɨ/ 和 /i/，但在中古威爾斯語裡是代表閉央圓唇元音的 /ʉ/。中古威爾斯語裡在非重音的末音節中出現的雙元音 "aw" 在現代威爾斯語中則變成 "o"（例：中古威爾斯語  = 現在威爾斯語 「騎馬者」）。類似的例子：中古威爾斯語的雙元音 "ei" 和 "eu" 在末音節中也已變成 "ai" 和 "au"，例如中古威爾斯語  = 現代威爾斯語 「七」；中古威爾斯語  = 現在威爾斯語 「太陽」。
中古威爾斯語的書寫法尚未被標準化，有時相同的音在不同手稿中也會有頗差異的拼法。雖然如此，中古威爾斯語和現在威爾斯語拼法上的差異還是可以做一些彙整 (Evans 1964)。例如所有代名詞 「他的，她的」、「他們的」和前置詞 「向……」在中威爾斯語就被廣泛地拼作 ，等同於定冠詞和間接關係代名詞的 。舉例來說， 在中古威爾斯語裡的意思就相當模擬兩可，可同時代表「那貓」（等同現代威爾斯語）、「他的貓」（現代威爾斯語中為 ）及「給／向一隻貓」（現代威爾斯語中為 ）。有聲塞音的 /d g/ 在中古威爾斯語的字尾時被拼作 "t c"，如 「保護」等同現代威爾斯語的 ，如 「奔跑」等同現代威爾斯語的 。/k/ 在元音 e i y 前常被拼為 "k"，但在現在威爾斯語中則永遠是 "c"，例如 「第三代的堂表兄妹」等同現代威爾斯語的 。/v/ 在非末音節常被拼為 "u" 或 "v"，但在現在威爾斯語則永遠拼為 "f"，如 「蘋果樹」等同現代威爾斯語的 。/ð/ 常被拼為 "d"，等同現代威爾斯語的 "dd"，如 「一天，一日」等同現代威爾斯語的 。/r̥/ 也被拼作 "r" 以致於與 /r/ 完全無拼寫上的區別，但在現代則分別拼作 "rh" 和 "r"，如 「奔跑」等同現代威爾斯語的 。

## 現代威爾斯語已不再使用的字母
ỻ 等同於現代威爾斯語的 ll，	Ỽ（页面存档备份，存于） 等同現代威爾斯語的v,u,w，出現在13~14世紀的威爾斯語手稿，轉寫時會用w代替
ỻ 的大寫字母在 U+1EFA， 小寫字母則在U+1EFB。Ỽ 的大寫字母在 U+1EFC， 小寫字母則在U+1EFD。

## 外部連結
- Reading Middle Welsh by Gareth Morgan